# Pastores dabo vobis
Pastores dabo vobis bezeichnet den Titel des nachsynodalen Apostolischen Schreibens von Papst Johannes Paul II. Es wurde am 25. März 1992 veröffentlicht und fasst mit dem Untertitel „Der Priester im Kontext der Gegenwart“ die Beratungsergebnisse der 8. Ordentlichen Bischofssynode vom 30. September bis zum 28. Oktober 1990 zusammen.

## Nachkonziliare Synode über die Priester
In seinen Dekreten Presbyterorum ordinis „Über das Leben der Priester“ und Optatam totius „Über die Ausbildung der Priester“ hatte sich das Zweite Vatikanische Konzil mit dem Dienstamt und der Ausbildung der Priester eingehend befasst. Nach Abschluss des Konzils arbeitete die Kirche weiterhin an diesem Themenpaket. Die Kongregation für das Katholische Bildungswesen veröffentlichte 1970 mit der „Ratio Fundamentalis“ die Richtlinien für die Priesterausbildung.
Die Bischofssynode von 1990 widmete sich nun – zwanzig Jahre später – erneut dieser Thematik und forderte dazu auf, die Natur des Priestertums im Kontext der „heutigen Situation der Gesellschaft und der Kirche“ zu überdenken (vergl. Pastores dabo vobis (PDV Nr. 5)).

## Grundzüge der Priesterausbildung
Das nachsynodale Schreiben, in dem der Papst die Grundzüge der Priesterausbildung in der katholischen Kirche festlegt, ist an die Bischöfe, Priester und Gläubigen gerichtet. Zwei Hauptmerkmale kennzeichnen die Schwerpunkte seines Anliegens:
- Als Erstes ruft er das Versprechen Gottes an sein Volk in Erinnerung, da heißt es: „Ich gebe euch Hirten nach meinem Herzen“ (Jer 3,15 EU). Mit diesen Worten des Propheten Jeremia verspricht Gott seinem Volk, es nie ohne Hirten zu lassen, die sie sammeln und führen sollen: „Ich werden ihnen - d. h. meinen Schafen -  Hirten geben, die sie weiden, und sie werden sich nicht mehr fürchten und ängstigen“ (Jer 23,4 EU).(PDV 1.)
- Zum Zweiten sagt er, das zwischen Berufung und Aussendung der Priester eine Weile der Ausbildung steht und macht dieses an (Mk 3,13-15 EU) deutlich, diese Zeit, so meint der Papst, des „Mit ihm Seins“ ist das biblische Modell der Seminarausbildung (PDV 42.).

## Inhaltsübersicht
- Einleitung
- Kapitel I. Aus den Menschen erwählt – Die Priesterausbildung vor den Herausforderungen des zweiten Jahrhunderts
- Kapitel II. Der Herr hat mich gesalbt – Wesen und Sendung des Priesteramtes
- Kapitel III. Der Geist des Herrn ruht auf mir – Das geistliche Leben des Priesters
- Kapitel IV. Kommt und seht – Der Priesterberuf in der Pastoral der Kirche
- Kapitel V. Er setzte zwölf ein, die er bei sich haben wollte – Die Ausbildung der Priesterkandidaten
- Kapitel VI. Ich rufe Dir ins Gedächtnis; Entfache die Gnade Gottes wieder, die Dir zuteil geworden ist – Die Weiterbildung der Priester
- Schluss